# Eupithecia uralensis
Eupithecia uralensis là một loài bướm đêm trong họ Geometridae.